# Halowe Mistrzostwa Świata w Lekkoatletyce 2008 – bieg na 800 m mężczyzn
Bieg na 800 m mężczyzn – jedna z konkurencji rozgrywanych podczas halowych mistrzostw świata w lekkoatletyce w 2008. Eliminacje odbyły się 7 marca, półfinały miały miejsce 8 marca, finał zaś został rozegrany 9 marca.
Do eliminacji zgłoszonych zostało 32 zawodników z 27 państw.
Zawody w tej konkurencji wygrał reprezentant Sudanu Abubaker Kaki Khamis. Drugą pozycję zajął zawodnik z RPA Mbulaeni Mulaudzi, trzecią zaś reprezentujący Bahrajn Youssef Saad Kamel.

## Wyniki

### Eliminacje
Źródło: 
Bieg 1
| Miejsce | Zawodnik          | Państwo  | Wynik   | Uwagi |
| ------- | ----------------- | -------- | ------- | ----- |
| 1.      | Dmitrij Bogdanow  | Rosja    | 1:48,38 |       |
| 2.      | Fabiano Peçanha   | Brazylia | 1:49,03 | PB    |
| 3.      | Abdoulaye Wagne   | Senegal  | 1:49,07 | PB    |
| 4.      | Jozef Repčík      | Słowacja | 1:49,15 |       |
| 5.      | Michael Blackwood | Jamajka  | 1:52,69 |       |

Bieg 2
| Miejsce | Zawodnik           | Państwo | Wynik   | Uwagi |
| ------- | ------------------ | ------- | ------- | ----- |
| 1.      | Youssef Saad Kamel | Bahrajn | 1:48,71 |       |
| 2.      | Abraham Chepkirwok | Uganda  | 1:48,80 |       |
| 3.      | Dmitrijs Miļkevičs | Łotwa   | 1:49,10 |       |
| 4.      | Mattias Claesson   | Szwecja | 1:49,12 |       |
| 5.      | Fadrique Iglesias  | Boliwia | 1:50,55 |       |

Bieg 3
| Miejsce | Zawodnik          | Państwo           | Wynik   | Uwagi |
| ------- | ----------------- | ----------------- | ------- | ----- |
| 1.      | Mbulaeni Mulaudzi | Południowa Afryka | 1:50,86 |       |
| 2.      | Manuel Olmedo     | Hiszpania         | 1:51,07 |       |
| 3.      | Jakub Holuša      | Czechy            | 1:51,09 |       |
| 4.      | Damien Moss       | Wielka Brytania   | 1:51,39 |       |
| 5.      | Eduar Villanueva  | Wenezuela         | 1:51,83 |       |

Bieg 4
| Miejsce | Zawodnik         | Państwo           | Wynik   | Uwagi |
| ------- | ---------------- | ----------------- | ------- | ----- |
| 1.      | Nick Symmonds    | Stany Zjednoczone | 1:49,30 |       |
| 2.      | Lukas Rifesser   | Włochy            | 1:49,51 |       |
| 3.      | Moise Joseph     | Haiti             | 1:49,70 | SB    |
| 4.      | Aldwyn Sappleton | Jamajka           | 1:51,24 |       |
| –       | Richard Kiplagat | Kenia             | DSQ     |       |
| –       | Lamine Bangoura  | Gwinea            | DNF     |       |

Bieg 5
| Miejsce | Zawodnik          | Państwo           | Wynik   | Uwagi |
| ------- | ----------------- | ----------------- | ------- | ----- |
| 1.      | Robert Lathouwers | Holandia          | 1:49,32 |       |
| 2.      | Khadevis Robinson | Stany Zjednoczone | 1:49,33 |       |
| 3.      | Amine Laâlou      | Maroko            | 1:49,41 |       |
| 4.      | Jurij Kołdin      | Rosja             | 1:49,60 |       |
| 5.      | Deon Bascom       | Gujana            | 1:55,88 |       |
| 6.      | Florian Hilti     | Liechtenstein     | 1:59,91 | SB    |

Bieg 6
| Miejsce | Zawodnik              | Państwo         | Wynik   | Uwagi |
| ------- | --------------------- | --------------- | ------- | ----- |
| 1.      | Abubaker Kaki Khamis  | Sudan           | 1:47,80 |       |
| 2.      | Eugenio Barrios       | Hiszpania       | 1:48,70 |       |
| 3.      | Richard Hill          | Wielka Brytania | 1:49,06 |       |
| 4.      | Ihsan Mohajer Shujaei | Iran            | 1:49,14 |       |
| 5.      | Dávid Takács          | Węgry           | 1:49,79 | SB    |

### Półfinały
Źródło: 
Bieg 1
| Miejsce | Zawodnik           | Państwo           | Wynik   | Uwagi |
| ------- | ------------------ | ----------------- | ------- | ----- |
| 1.      | Dmitrij Bogdanow   | Rosja             | 1:46,83 |       |
| 2.      | Youssef Saad Kamel | Brunei            | 1:46,88 | PB    |
| 3.      | Khadevis Robinson  | Stany Zjednoczone | 1:47,57 |       |
| 4.      | Richard Hill       | Wielka Brytania   | 1:47,82 |       |
| 5.      | Manuel Olmedo      | Hiszpania         | 1:48,90 |       |
| 6.      | Fabiano Peçanha    | Brazylia          | 1:49,63 |       |

Bieg 2
| Miejsce | Zawodnik             | Państwo           | Wynik   | Uwagi |
| ------- | -------------------- | ----------------- | ------- | ----- |
| 1.      | Mbulaeni Mulaudzi    | Południowa Afryka | 1:47,39 | SB    |
| 2.      | Abubaker Kaki Khamis | Sudan             | 1:47,41 |       |
| 3.      | Robert Lathouwers    | Holandia          | 1:48,27 | PB    |
| 4.      | Abraham Chepkirwok   | Uganda            | 1:48,30 |       |
| 5.      | Mattias Claesson     | Szwecja           | 1:48,50 |       |
| 6.      | Jozef Repčík         | Słowacja          | 1:48,61 |       |

Bieg 3
| Miejsce | Zawodnik              | Państwo           | Wynik   | Uwagi |
| ------- | --------------------- | ----------------- | ------- | ----- |
| 1.      | Nick Symmonds         | Stany Zjednoczone | 1:48,43 |       |
| 2.      | Dmitrijs Miļkevičs    | Łotwa             | 1:48,80 |       |
| 3.      | Eugenio Barrios       | Hiszpania         | 1:49,02 |       |
| 4.      | Ihsan Mohajer Shujaei | Iran              | 1:49,32 |       |
| 5.      | Abdoulaye Wagne       | Senegal           | 1:49,49 |       |
| 6.      | Lukas Rifesser        | Włochy            | 1:51,20 |       |

### Finał
Źródło: 
| Miejsce | Zawodnik             | Państwo           | Wynik   | Uwagi |
| ------- | -------------------- | ----------------- | ------- | ----- |
| 01 !    | Abubaker Kaki Khamis | Sudan             | 1:44,81 | WL    |
| 02 !    | Mbulaeni Mulaudzi    | Południowa Afryka | 1:44,91 | NR    |
| 03 !    | Youssef Saad Kamel   | Bahrajn           | 1:45,26 | AR    |
| 4.      | Dmitrijs Miļkevičs   | Łotwa             | 1:45,72 | NR    |
| 5.      | Dmitrij Bogdanow     | Rosja             | 1:45,76 | PB    |
| 6.      | Nick Symmonds        | Stany Zjednoczone | 1:46,48 | PB    |